# 圣母无染原罪堂 (曼谷)

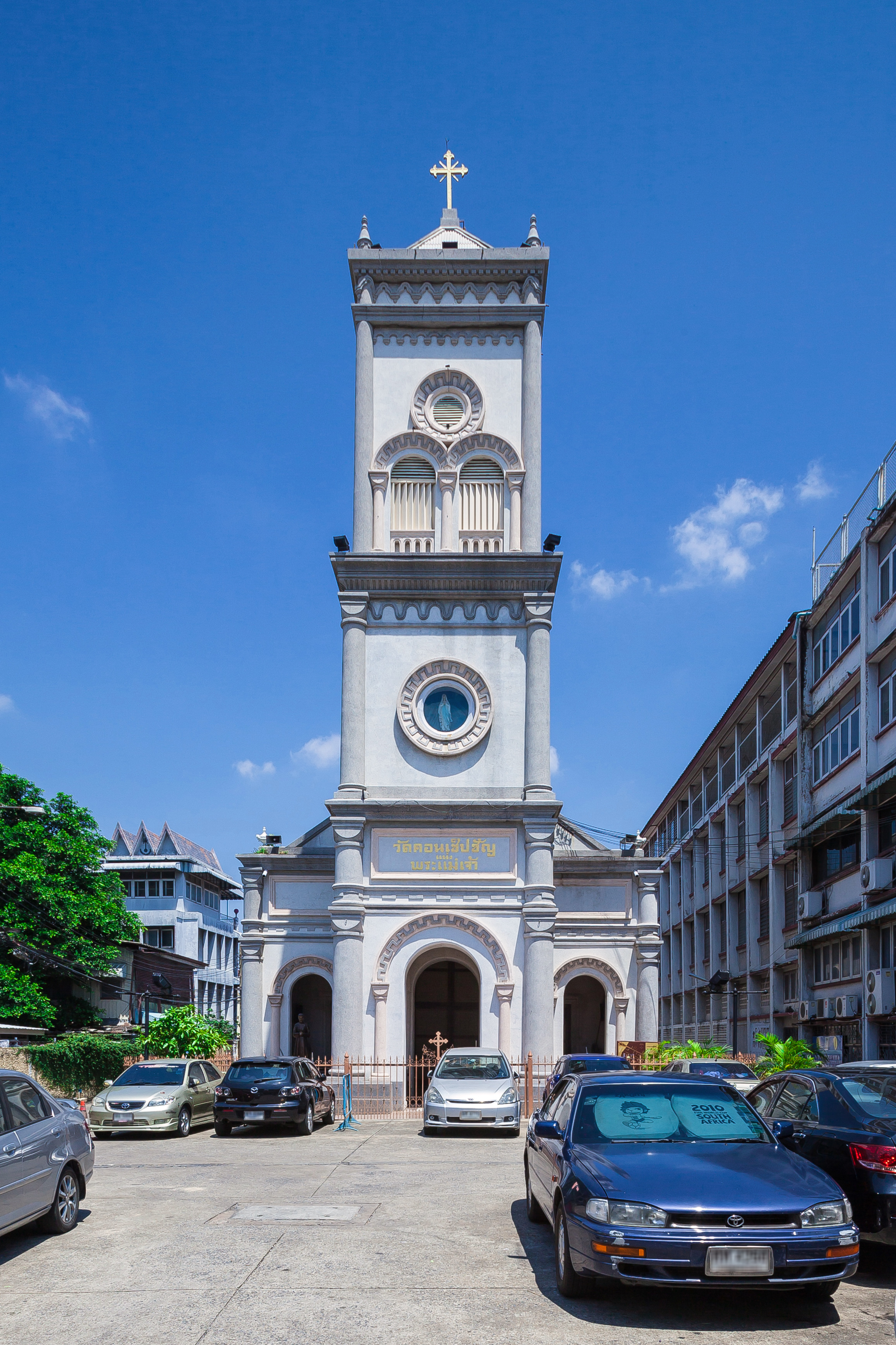
曼谷圣母无染原罪堂

圣母无染原罪堂是一座位于泰国曼谷的天主教教堂。为泰国最古老的天主教教堂。圣母无染原罪是天主教有关圣母玛利亚的教义之一。该堂的历史和建设是泰国人宗教宽容的一个例子。

## 历史
1567年，葡萄牙的第一批传教士抵达泰国。当时曼谷只是沿湄南河前往大城的一个中转港口。1674年，在大城王国时期，那莱王在曼谷赠给葡萄牙人一块土地，建立圣母无染原罪堂。法国人曾数次尝试前往泰国，试图使那莱王改信天主教，国王虽然拒绝改宗，却允许法国和葡萄牙传教士继续他们的传教工作。在教堂兴建期间，大城被缅甸攻占，工程一度停止，很快又得以继续。
在曼谷时代，国王拉玛一世邀请葡萄牙商人返回，以刺激经济，该堂在1785年重建。该堂在1832年和1847年又由一个有影响力的法国传教士Pallegoix蒙席两度重建。1847年的建筑保存至今。

## 教堂和难民
1785年，葡萄牙人接待了因内战逃亡来此的柬埔寨难民，他们成为重建教堂的的主要贡献者。在此期间，500名柬埔寨人在教堂内避难。
由于越南的宗教迫害，在泰国的越南移民增加。在1832年，泰国与越南发生战争，许多拒绝返回越南的战俘被带到泰国，留在曼谷。他们于1832年重建了教堂。